# Ahn Kyoung-mi
Ahn Kyoung-mi (경미 안?; Busan, 4 aprile 1975) è un'illustratrice sudcoreana.

## Biografia
Nata a Busan nel 1975, consegue una laurea triennale in legge presso l'Università Nazionale di Pusan. Successivamente, studia illustrazione presso la Some Institute of Picture Book e ottiene un titolo di laurea magistrale in illustrazione presso l'Università di Kingston in Inghilterra.

## Carriera
Il suo primo albo illustrato, nonché suo progetto di laurea, Three little pigs beyond the pages, è un'opera che esplora l’esperienza di lettura del pubblico, analizzando comportamenti e modalità di fruizione tramite la struttura narrativa del celebre racconto.
Nel 2024 ottiene il primo premio come illustratrice alla Sharjah Children’s Reading Festival con l’albo illustrato fantasy Masked Nights. L’opera trae ispirazione dalle Gamyeon Sosu, maschere mostruose della tradizione coreana.

## Premi e riconoscimenti
- Night Walk, vincitrice, Illustration series, Bologna Children’s Book Fair’s Illustration Exhibition, 2014.
- The Black Bird, vincitrice, Illustration series, Bologna Children’s Book Fair’s Illustration Exhibition, 2018.
- Moongazing Journey, secondo premio, Ilustration series, Original Illustration Exhibition of Chen Bochui International Children’s Literature Award, 2021.
- Moongazing Journey, The Incentive Award, Illustration series, Sharjah Children's Reading Festival, 2021.
- Before the Door, Alternative Publishing Category shortlist, Picturebook, World Illustration Awards, 2021.
- Before the Door, The Biennal of Illustrations Bratislava Exhibition, Picturebook, 2023.
- Companion, Korea-UAE Collaborative Book Project at the Seoul International Book Fair, 2024.
- Masked Nights, primo premio, Picturebook, Sharjah Children’s Reading Festival, 2024.
- Anthology LaPuta, Busan International Children's Book Fair Special Edition, 2024.
- Masked Nights, Picturebook, Bologna Children’s Book Fair’s Illustration Exhibition, 2025.

## Opere
- 가면의 밤 [Masked Nights], Wisdom House, 2024, ISBN 9791192655741.
- 문 앞에서 [Before the Door], Woongjin Junior, 2021, ISBN 9788901252179.
- 책장 너머 돼지 삼 형제 [Three little pigs beyond the pages], Woongjin Junior, 2018, ISBN 9788901226743.